# Skupinový výcvik vědomí
Termín skupinový výcvik vědomí (anglicky Large group awareness training, LGAT) označuje aktivity osobního rozvoje nabízené zpravidla skupinami náležejícím k Hnutí lidského potenciálu. Mají vést k rozvoji sebeuvědomění jedince a přinést žádané změny do jeho osobního života, objevit co jim překáží v rozvinutí jejich plného potenciálu a dosažení životní spokojenosti, často také mají podobu prodejních či motivačních kurzů. Tyto výcviky mohou mít desítek po stovky účastníků a trvat několik hodin, ale také několik dní. Skupinový výcvik vědomí byl kritizován pro striktní a autoritářský přístup, například v případě organizace est.
Mezi metody užívané při skupinových výcvicích vědomí a skupiny jej pořádají náleží například:
- neurolingvistické programování
- organizace Erhard Seminars Training (est) a na něj navazující Fórum Landmark
- tréninkové semináře vhledu Hnutí vnitřního uvědomění
- Silvova metoda kontroly mysli
- Arica School